# کیث اندروز (راننده مسابقه)
کیث اَندروز (انگلیسی: Keith Andrews؛ زادهٔ ۱۵ ژوئن ۱۹۲۰ در دنور، کلرادو، درگذشتهٔ ۱۵ مهٔ ۱۹۵۷ در ایندیاناپلیس، ایندیانا) رانندهٔ مسابقات اتومبیل‌رانی فرمول یک اهل ایالات متحده آمریکا بود که از فصل ۱۹۵۵ تا ۱۹۵۷ در مجموع در سه گراند پری شرکت کرد، اما موفق به کسب هیچ امتیازی نشد.
اندروز در ۱۵ مهٔ ۱۹۵۷ بر اثر تصادف رانندگی در زمان آزمایش خودروی جوزپه فارینا در ایندیاناپلیس، ایندیانا درگذشت.